# Saison cyclonique 2012 dans l'océan Atlantique nord
La saison cyclonique 2012 dans l'océan Atlantique nord (cyclones tropicaux dans l'Atlantique nord) débute officiellement le 1er juin pour se terminer le 30 novembre 2012, selon la définition de l'Organisation météorologique mondiale. Cependant, la première tempête tropicale de l'année, nommée Alberto, s'est formée dès le 19 mai. Depuis la formation de la tempête tropicale Debby le 23 juin, cette saison est la toute première à enregistrer 4 tempêtes nommées avant le mois de juillet, bien que le record détenu date de 1851.
Les ouragans Michael et Sandy ont atteint la plus haute catégorie (3) de la saison 2012 mais Sandy a eu la plus basse pression à 940 hPa, fait le plus grand nombre de morts (au moins 210) et fait de dégâts matériels (52,5 milliards $US). Nadine est système tropical ayant eu la plus longue durée de vie en 2012 dans le bassin Atlantique nord. À moins d'une réanalyse subséquente, elle est historiquement ex æquo avec Ginger de 1971 pour la seconde plus longue vie comme tempête tropicale et ouragan, à 21 jours. Nadine vient finalement au quatrième rang pour la durée de vie totale, incluant la portion comme dépression tropicale, à 22,25 jours selon le National Hurricane Center.

## Prévisions
Depuis 1995, la tendance sur plusieurs décennies montre une activité cyclonique relativement soutenue sur l’Atlantique nord. L’étude de l’évolution globale de la pression atmosphérique et de la température des océans au cours du XXe siècle, met en évidence deux
signaux climatiques naturels : le premier dit multi-décennal se reproduit avec une période supérieure à 40 ans et le second, dit quasi-décennal est de périodicité plus courte allant 8 à 14 ans. Dans l’océan Atlantique nord, les anomalies de température de surface de la mer montre une hausse depuis 1995 dans le cycle multi-décennal, ce qui favorise le développement des cyclones tropicaux, mais la variation quasi-décennale est incertaine.
Un autre facteur influençant le développement des cyclones est le cycle El Niño/La Niña. Le premier est associé avec une plus faible nombre de systèmes alors que le second favorise leur développement en repoussant les eaux chaudes vers les Tropiques. Pour la période juin-juillet-août, la plupart des modèles de prévision numérique prévoient des conditions proches de la normale dans ce domaine mais quelques modèles prévoient un évènement chaud (Niño) pour la fin de la saison,.
Le 24 mai 2012, la National Oceanic and Atmospheric Administration (NOAA) annonce et prévoit une saison quasi-normale (entre 9 et 15 tempêtes nommées, 4 à 8 ouragans, et un à trois ouragans majeurs de catégorie 3 ou supérieure sur l'Échelle de Saffir-Simpson). Plusieurs autres services météorologiques, dont Météo-France, le Met Office, le Centre européen de prévision météorologique à moyen terme (ECMWF) et celui de Cuba, font également une prédiction sur le nombre de systèmes qui varie entre 10 et 14 tempêtes soit dans la moyenne des 30 dernières années mais beaucoup moins que le nombre des deux années précédentes (ex. 19 en 2010).
| Paramètres                   | Moyenne | NOAA   | ECMWF | Eurosip (Météo-France et ECMWF) | TSR (Tropical Storm Risk) | Met Office | Université du Colorado | Insmet (Cuba) |
| ---------------------------- | ------- | ------ | ----- | ------------------------------- | ------------------------- | ---------- | ---------------------- | ------------- |
| Nombre de cyclones tropicaux | 12      | 9 à 15 | 10,3  | 8,5                             | 12,5                      | 10         | 13                     | 10            |
| Nombre d'ouragans            | 6       | 4 à 6  | 6,8   | -                               | 5,7                       | -          | 5                      | 5             |
| Nombre d'ouragans majeurs    | 3       | 1 à 3  | -     | -                               | 2,7                       | -          | 2                      | -             |
| ACE en 104 nœuds 2           | 102     | 94     | 80    | -                               | 98                        | 90         | 80                     | -             |

En 2012, la température de la mer est en général près des normales en début de saison mais plus chaude le long de la côte des États-Unis. Le modèle de prévisions du centre européen suggère donc que les développements cycloniques le long de la côte Est des États-Unis pourraient être au-dessus de la normale. Par contre, sur la partie Est de l’Atlantique tropical, la températures de la mer a une anomalie négative, ce qui pourrait tendre à limiter le développement d’ondes africaines d'est et d’ouragans capverdiens.

## Noms des tempêtes 2012
La liste des noms qui sera utilisée pour nommer les tempêtes qui se formeront dans le bassin cyclonique de l'océan Atlantique nord durant l'année 2012 sera la même que celle de la saison cyclonique 2006. Les noms qui ne sont pas retirés de cette liste seront à nouveau utilisés lors de la saison 2018. Le nom Kirk a été utilisé pour la première fois cette année; il remplace le nom Keith en 2006. Durant 2006, il n'a pas été utilisé.
| TT | Alberto |
| TT | Beryl   |
| 1  | Chris   |
| TT | Debby   |

| 2  | Ernesto  |
| TT | Florence |
| 2  | Gordon   |
| TT | Helene   |

| 1  | Isaac  |
| TT | Joyce  |
| 2  | Kirk   |
| 1  | Leslie |

| 3  | Michael |
| 1  | Nadine  |
| TT | Oscar   |
| TT | Patty   |

| 1    | Rafael  |
| 3    | Sandy   |
| TT   | Tony    |
| Inc. | Valerie |

| Inc. | William |

| TT | Alberto |
| TT | Beryl   |
| 1  | Chris   |
| TT | Debby   |

| 2  | Ernesto  |
| TT | Florence |
| 2  | Gordon   |
| TT | Helene   |

| 1  | Isaac  |
| TT | Joyce  |
| 2  | Kirk   |
| 1  | Leslie |

| 3  | Michael |
| 1  | Nadine  |
| TT | Oscar   |
| TT | Patty   |

| 1    | Rafael  |
| 3    | Sandy   |
| TT   | Tony    |
| Inc. | Valerie |

| Inc. | William |

## Cyclones tropicaux

### Tempête tropicale Alberto
Pour les articles homonymes, voir Cyclone tropical Alberto.
Alberto est le premier système tropical de la saison 2012 dans le bassin de l'Atlantique nord. Il est le premier à recevoir un nom en mai depuis la tempête tropicale Arthur de 2008 et la tempête tropicale la plus hâtive depuis Ana en avril 2003. Dans le bassin du Pacifique nord-est, la tempête tropicale Aletta est également apparue avant le début officiel de la saison des ouragans. C'est la première fois que des systèmes cycloniques se produisent dans ces deux bassins à la fois avant le début officiel de la saison cyclonique.
Le 18 mai, une dépression des latitudes moyennes est devenue stationnaire au large de la côte de la Caroline du Sud. Le lendemain, elle prit rapidement un caractère tropical et fut nommée tempête tropicale Alberto en après-midi. Le système s'intensifia en se dirigeant lentement vers le sud-ouest, se rapprochant de la côte mais 20 mai au matin, son avenir semblait peu prometteur. En effet, de l'air sec sur le sud-est des États-Unis commença à entrer dans sa circulation, son centre se dirigea à l'ouest de sa source de chaleur le Gulf Stream et le cisaillement des vents avec l'altitude était en augmentation.
Le 21 mai, Alberto se mit à se déplacer vers le nord-est sans se développer. En soirée (3 h UTC le 22 mai), le système perdit assez d'intensité pour être rétrogradé au niveau de dépression tropicale avec des vents maximaux de 30 nœuds (56 km/h) au large des Carolines. Le 22 mai à 16 h, le National Hurricane Center déclara qu’Alberto était devenu une dépression post-tropicale et se dissiperait sous peu en se dirigeant vers le nord-est à 15 nœuds (28 km/h).

### Tempête tropicale Beryl
Pour les articles homonymes, voir Cyclone tropical Beryl.
Le 23 mai, des orages dispersés sont apparus dans une zone de basse pression assez allongée ; celle-ci s'est développée dans la mer des Caraïbes. Le centre n'était pas bien défini et le cisaillement des vents avec l'altitude n'était pas favorable à un développement tropical. Le lendemain, la bordure du système atteignait le détroit de Floride et, durant les deux jours suivants, la dépression se définit mieux. En passant au sud de la Floride, une bande de précipitations traversa les Bahamas et laissa 246 mm de pluie à Freeport, jusqu'à 508 mm sur le Nord de Cuba où elle cause des coulées de boue. Il est également tombé 246 mm à Miami.
Le système se retrouva ensuite sous une dépression d'altitude en faisant une dépression en partie extratropicale mais les observations par satellite météorologique et les avions de reconnaissance du National Hurricane Center montrèrent que le système était également supporté par la convection tropicale. Le 26 mai à 3 h UTC, le NHC envoya les premiers avis sur la tempête subtropicale Beryl alors à 490 km au sud de Charleston (Caroline du Sud). Ce n'est le 27 mai que Beryl devint entièrement tropicale. Elle toucha la côte à 3 h UTC le 28 mai à 30 km de Jacksonville (Floride) alors que ses vents étaient de 115 km/h et que son centre formait un œil.
Par la suite, Beryl faiblit rapidement en entrant sur les terres. Elle devint une dépression tropicale le 29 mai et tard le 30 mai, en s'éloignant vers le nord-est, elle devint une dépression post-tropicale avant de se perdre dans l'Atlantique. À cause de l'affaiblissement d'une crête barométrique au nord de ce système, les restes de Beryl firent du surplace un certain temps et les orages laissèrent de fortes accumulations de pluie
Les pluies diluviennes sur Cuba, par le précurseur de Beryl, causèrent deux mortalités. Les fortes vagues sur la côte de la Floride et des Carolines emportèrent un baigneur et un homme fut tué par la chute d'un arbre en Caroline du Sud. Ses vents brisèrent plusieurs lignes électriques, privant 38 000 personnes de courant dans la même région, mais ses pluies aidèrent à résorber la sécheresse y ayant cours. Une tornade de force EF1, dans l'échelle de Fujita améliorée, fut rapportée en Caroline du Nord le 30 mai.

### Ouragan Chris
Le 17 juin, une zone dépressionnaire se développa le long d'un front stationnaire près des Bermudes au-dessus d'eaux chaudes et dans un faible cisaillement des vents en altitude. L'apparition de forts orages autour du centre lui donna un caractère tropical le 18 et le National Hurricane Center nomma le système tempête tropicale Chris le 19 juin en après-midi. Il s'agissait du troisième système tropical le plus hâtif d'une saison derrière les saisons 1887 et 1959.
Malgré son déplacement vers le nord-est sur des eaux marginalement chaudes, Chris atteignit le niveau d'ouragan de catégorie 1 le 21 juin. Cependant, en rencontrant des eaux plus froides il se désagrégea six heures plus tard. Tôt le 22 juin, Chris devint post-tropical et fut finalement absorbé par une dépression des latitudes moyennes passant au sud. Le dernier avis du NHC fut émis le 22 juin à 11 h du matin local alors que le nouveau système se trouvait loin au sud-est de Terre-Neuve.

### Tempête tropicale Debby
À la mi-juin 2012, une zone de basse pression se développe à la surface au centre de la mer des Caraïbes. Au départ, le système était désorganisé par suite des mauvaises conditions météorologiques. Le 21 juin, le système traversa la péninsule du Yucatán. Après s'être déplacé lentement vers le nord, le système traversa entièrement le Golfe du Mexique le 23 juin et se stabilisa ensuite.
Une reconnaissance aérienne et des imageries satellites indiquèrent un centre de circulation bien défini. La reconnaissance rapporta 110 km/h à 300 mètres. Par conséquent, le National Hurricane Center nomma le système tempête tropicale Debby, alors qu'il se trouvait à environ 350 km au sud de La Nouvelle-Orléans, et des alertes à la tempête tropicale furent émises aux États-Unis à 21 h le 23 juin.
Peu après s'être développé en cyclone tropical, il fut estimé par les services météorologiques que Debby se déplacerait à l'ouest vers le Texas et atteindrait le stade d'ouragan le 27 juin. Cependant, sa trajectoire s'est plutôt poursuivie vers le nord-est puis l'est et elle toucha la côte de la Floride à Steinhatchee le 26 juin vers 21 h UTC, toujours au niveau de tempête tropicale, avec des vents 35 nœuds (65 km/h). À la suite de l'augmentation de la friction, Debby perdit de l'intensité et, à 3 h UTC le 27, fut rétrogradé au niveau de dépression tropicale. Elle traversa ensuite très lentement le Centre-Nord de la Floride avant de se retrouver dans l'Atlantique le 27 en après-midi. Malgré un retour à la force de tempête tropicale une fois sur l'eau, le manque de convection en son centre et la présence d'un creux barométrique en altitude permit au National Hurricane Center de la déclarer post-tropicale. Bien qu'elle devait se mêler à la circulation atmosphérique générale, il existait encore une possibilité de redéveloppement tropical sur les eaux chaude du Gulf Stream mais au cours des jours suivants elle dériva vers le nord-est et se dissipa définitivement le 30 juin.
À la suite du déplacement lent de Debby, des torrents de pluie se déversèrent sur la Floride, le Nord de Cuba, ainsi que la péninsule du Yucatán. Sept décès directs et 2 indirects sont à porter au crédit de Debby : sept en Floride, un en Alabama et un en Caroline du Sud. Cela inclut trois décès par noyade, une femme morte dans le comté de Highlands du sud de la Floride des suites d'une des 18 tornades engendrés à la périphérie du système et un homme mort d'une crise cardiaque,

### Ouragan Ernesto
La première mention de ce système tropical par le National Hurricane Center est venue dans son aperçu météorologique du 30 juillet alors qu’il fut fait mention d’un centre dépressionnaire montrant des signes de développement tropical. Les premiers avis à son sujet furent émis le 1er août après qu’il se fut mieux défini alors qu’il se trouvait à 1 305 km à l’est des Petites Antilles et se dirigeait vers l’ouest-nord-ouest. Douze heures près sa formation, sa convection devint très désorganisée à la suite du passage du système sous une forte zone de cisaillement des vents en altitude qui aurait pu le faire disparaître. Mais les vols de reconnaissances du 2 août démontrèrent qu’il se maintenait et le NHC le nomma tempête tropicale Ernesto à 21 h UTC.
Le 3 août, la tempête entra dans la mer des Caraïbes tout en s’intensifiant vers le niveau d’ouragan. Elle s’approcha de Sainte-Lucie où des vents en rafales de 101 km/h furent notés. Le 4 août, la Jamaïque fut placée en alerte cyclonique en anticipation de pluies diluviennes et de vents violents au cours des jours suivants. Le lendemain, ce furent les gouvernements du Honduras et des Îles Caïmans qui firent la même chose.
Ernesto commença à montrer des signes d’affaiblissement à cause d’une nouvelle zone de cisaillement des vents et de l’injection d’air sec en altitude. Ce fut cependant de courte durée car le 6 août, en se déplaçant plus à l’ouest, Ernesto entra à nouveau dans une région plus favorable à son développement et devint presque ouragan.
Le 7 août vers 16 h 00 UTC, Ernesto devint un ouragan de catégorie 1 et il frappa la côte de la péninsule du Yucatán près de la ville de Mahahual, dans l'État de Quintana Roo vers 22 h local (3 h UTC le 8). Les vents soutenus sur le littoral atteignirent les 140 km/h sur les zones les plus exposées, de fortes vagues ont frappé la côte ainsi qu'une onde de tempête modérée. Le cumul de pluie fut de 200 à 300 mm. Ernesto fit de gros dégâts dans la région : des coulées de boue, des arbres arrachés et également une victime. Au matin du 9 août, l'ouragan est rétrogradé au stade de tempête tropicale à la suite de son entrée dans les terres. Le 9 août, il passa brièvement sur la baie de Campêche avant de revenir sur les terres.

### Tempête tropicale Florence
Tard le 1er août, une onde africaine d'est quitte la côte et se développe rapidement au niveau moyen de la troposphère. Le 3 août, le National Hurricane Center commence à émettre des bulletins d'information à son sujet. Le lendemain, le système forma en surface la dépression tropicale numéro Six et le 4 août, elle devint la tempête tropicale Florence,.
Les conditions météorologiques étaient favorables au début pour une intensification de Florence, mais sa trajectoire vers l’ouest-nord-ouest l’amena dans une masse d'air plus sec et stable ce qui l'affaiblit,. Florence retomba donc au niveau de dépression tropicale le 6 août, n'ayant presque plus de bandes orageuses et un centre très peu défini. En fin de journée, le système est même devenu post-tropical et le dernier bulletin à son sujet fut émis par le NHC à 14 h 37 UTC.

### Ouragan Gordon
Un système dépressionnaire se développe dans l'ouest de Afrique, avec initialement 50 % de chance de se développer en cyclone tropical, selon les météorologues du NHC. Après s'être bien défini vers les îles du Cap-Vert, le système se dirige vers le nord-ouest-ouest, au-dessus des eaux froides. Tandis qu'il se dirige par la suite en direction nord, il entre sur des eaux chaudes le 15 août et se développe en dépression tropicale Huit à environ 630 miles (soit 1 000 km) au sud-est-est des Bermudes. Il se renforce pour devenir tempête tropicale Gordon 12 heures après.
La trajectoire de Gordon tourne alors à l’est. Comme le cisaillement des vents en altitude reste faible, les bandes orageuses s’intensifient autour du système et il est reclassé un ouragan le 18 août. Après avoir atteint son maximum d’intensité à la catégorie 2, Gordon commence à faiblir. L'archipel des Açores est placé en alerte cyclonique et le 20 août, il passe sur l’île de Santa Maria juste avant de devenir post-tropical.
L'île de São Miguel enregistre des rafales à 140 km/h et une houle de 3 à 5 mètres. Les cumuls de pluies sont moyens avec 70 mm de précipitations recueillis à Santa-Maria. Même si Gordon est passé sur les îles les plus à l’est des Açores, les dommages ne furent pas très importants : plusieurs maisons ont vu leurs portes et fenêtres brisées, les rues étaient jonchées de branches et d’arbres cassés, et certains endroits ont subi une panne de courant temporaire. La pluie a causé quelques inondations locales également.

### Tempête tropicale Helene
Le National Hurricane Center (NHC) suit le développement d'une onde tropicale proche des Îles du Cap-Vert tard dans la journée du 6 août. La circulation s'organise le 7 août, bien qu'une activité orageuse soit, quant à elle, désorganisée. La circulation, en particulier l'activité orageuse, s'organise le 7 août. Le 9 août, la circulation s'organise assez pour que le NHC puisse émettre des alertes. Une profonde convection se développe tard le 10 août. Le 14 août, le système se dirige en Amérique centrale et s'affaiblit. Les restes de l'onde tropicale se sont transformés en pluies torrentielles à Trinité-et-Tobago, causant des pluies et des coulées de boue à Diego Martin sur l'île de Trinité. En conséquence, deux blessés et deux portés disparus. Localement, les dégâts ont été estimés à 109 millions de dollars.

### Ouragan Isaac
Le National Hurricane Center remarque le développement d'une onde tropicale près des côtes ouest africaines, le 17 août. Il devient mieux organisé le 18 août grâce à un environnement climatique favorable améliorant ainsi sa structure. La convection continue de s'intensifier au fil des jours. Une profonde convection acquise, le National Hurricane Center classifie l'onde en tant que dépression tropicale le 21 août à 5 h 00 du matin AST (9 h 00 UTC). Il devient par la suite tempête tropicale Isaac à 17 h 00 AST (21 h 00 UTC) le 21 août.
Toujours le 21 août, des alertes cycloniques ont été émises aux Caraïbes incluant la Guadeloupe, la Martinique, Montserrat, et Saint-Martin. Le passage de la tempête tropicale Isaac dans la nuit du 21 au 22 août sur la Guadeloupe a causé des cumuls de pluie de 60 à 80 mm à Basse-Terre et Marie-Galante, ce qui constitue l'équivalent de deux semaines de pluie sur ces régions. Cela n'a rien d'exceptionnel car cette lame d'eau est parfois observée sous orages tropicaux. Le vent n'a pas dépassé les 80 km/h. En revanche, la houle cyclonique a atteint 4 m, avec des creux temporaires de 6 m, provoquant une très légère surcote. La tempête tropicale rentre le 26 août à 0 h 00 (4 h 00 UTC) dans la mer des Caraïbes. Haïti, un pays très vulnérable aux aléas climatiques a été touché très tôt le matin du 26 août au niveau de la ville haïtienne de Jacmel, avec des rafales jusqu'à 140 km/h et de très fortes pluies qui ont occasionné de nombreux dégâts et inondations.
Le 24 août, avant même l’arrivée de la tempête, certains mesuraient les dégâts. « Le vent a cassé plusieurs branches et a fait des ravages dans les cultures, notamment dans les plantations d’avocats », constate un habitant côtier. Après avoir fait dix-neuf victimes en Haïti et en République dominicaine, la tempête tropicale Isaac poursuit sa route le 27 août vers les États américains de Louisiane, d'Alabama et du Mississippi, où l'état d'urgence a été décrété. À 14 h le 26 août (18 h UTC), la tempête se trouvait à 85 km au sud-est de Key West (Floride) et à 120 km à l'est-nord-est de la Havane, à Cuba. Ses vents atteignaient 95 km/h, avec des rafales parfois plus fortes. Dans la soirée du 26 août, elle balaya les côtes de Floride avec des vents approchant le stade d'ouragan. Isaac devient un ouragan dans la journée du 27 août.

### Tempête tropicale Joyce
Tôt durant la journée du 20 août, le NHC rapporte une onde tropicale désorganisée formée près des côtes ouest-africaines et des îles du Cap-Vert provoquant de violents orages. Deux jours après, elle devient suffisamment organisée pour devenir la dépression tropicale Dix, à environ 900 miles au sud-ouest des îles du Cap-Vert et se renforce le 23 août en tempête tropicale Joyce.
Un fort cisaillement des vents au sud du centre de la tempête empêche tout amplification et garde l'activité orageuse dans son quadrant nord. Joyce ne résiste pas longtemps à ces conditions défavorables et retombe au niveau de dépression tropicale le 23 en fin de soirée, puis se dissipe le matin du 24,.

### Ouragan Kirk
Le 22 août, le National Hurricane Center note le développement d'une onde tropicale se déplaçant depuis les côtes africaines. L'onde se dirige vers le nord-ouest et devient plus organisée. Le 28 août, elle est suffisamment organisée pour être qualifiée de dépression tropicale par le National Hurricane Center.
Plus tard dans la nuit à 23 h 0 AST (3 h 00 UTC), grâce à une image satellitaire, le NHC détermine que le système s'est transformé en tempête tropicale qui sera nommée Kirk. Elle se situe à 1 945 km à l’est-nord-est des Petites Antilles et 2 315 km au sud-ouest des îles des Açores, par 23.9 °N et 45.0 °W. Elle engendre des vents soutenus moyens de l’ordre de 75 km/h avec des rafales de 95 km/h. Les vents de force tempête s’étendent jusqu'à 130 km au nord du centre. La pression au centre est estimée à 1007 mb et se déplace vers l’ouest à 19 km/h.
La tempête tropicale Kirk, évolue au fil des jours suivants et parvient à devenir un ouragan de catégorie 1 le 30 août à 11 h, puis de catégorie 2 en soirée,. Après avoir atteint son intensité maximale avec des vents de 169 km/h, le cyclone passe sur des eaux plus froides et commence à faiblir tout en tournant vers le nord-est. Le 1er septembre, Kirk fait la transition vers le stade de tempête tropicale, puis de tempête post-tropicale le lendemain.
Kirk est toujours resté en mer et aucun dégât ou perte de vie ne lui est associé.

### Ouragan Leslie
L’ouragan Leslie est le douzième système tropical et le quatrième ouragan de la saison cyclonique 2012. S'étant formé à partir d'une onde tropicale provenant de l'Afrique, il s'agit également d'un ouragan capverdien. Leslie devint une dépression tropicale puis tempête tropicale le 30 août et ouragan de catégorie 1 le 5 septembre. Après avoir évité les Bermudes, Leslie s'est dirigé vers le nord en tant que tempête tropicale. Le système a frappé directement Terre-Neuve et Saint-Pierre-et-Miquelon lors de sa transition post-tropicale le 11 septembre.
Leslie passa la presque totalité de sa vie en mer. Les Bermudes ne furent que peu affectées mais il fit craindre une répétition des dommages causés par l'ouragan Igor de 2010 à Terre-Neuve. Cependant, aucune perte de vie et des dommages modérés y furent signalés. La pluie associée avec un creux barométrique provenant du continent et l'humidité de Leslie a cependant causé des inondations dans les provinces atlantiques du Canada.

### Ouragan Michael
Le 2 septembre, le National Hurricane Center rapporta qu'un creux barométrique de surface commençait à se former sous une dépression en altitude au nord-ouest des îles du Cap-Vert. Se développant graduellement, il en résulta une dépression tropicale le 3 septembre, puis la tempête tropicale Michael le jour suivant. Finalement, le système atteignit le niveau d'ouragan le 5 septembre.
Une rapide intensification se poursuivit durant quatre heures, amenant Michael à la catégorie 3 de l'échelle de Saffir-Simpson, le premier ouragan majeur de la saison. C'était le troisième plus hâtif ouragan de cette catégorie dans les annales, derrière des ouragans de 1886 et 1893.
Michael ne resta à ce niveau que durant 12 heures puis s'affaiblit lentement. Le 11 septembre, la tempête devint post-tropicale et fut absorbée dans la circulation atmosphérique générale. Michael passa toute sa vie en mer et, malgré son intensité, ne fit aucun dégât.

### Ouragan Nadine
Le système s’est formé à partir d’une onde tropicale voyageant à l’ouest des îles du Cap-Vert le 10 septembre. Le lendemain, devenue tempête tropicale, Nadine s’est intensifiée. Après s’être d’abord dirigée vers le nord-ouest, elle a viré vers le nord loin de toute terre. Tôt le 15 septembre, elle a atteint le stade d’ouragan de catégorie 1 alors qu’elle virait vers l’est. Peu après, une augmentation du cisaillement vertical du vent affaiblit Nadine et le 16 septembre, elle était redevenue tempête tropicale. Le lendemain, la tempête a commencé à se déplacer vers le nord-est et a menacé les Açores. Tard le 19 septembre, Nadine a viré vers l’est-sud-est avant d’atteindre les îles et a erré au milieu de l'Atlantique Nord jusqu'au 3 octobre. Passant alors à travers les Açores à nouveau et devenant un cyclone post-tropical, la tempête fut absorbée par un front froid le 4.
Nadine est le système tropical ayant eu la plus longue durée de vie en 2012 dans le bassin atlantique nord. À moins d'une réanalyse subséquente, elle est historiquement ex æquo avec Ginger de 1971 pour la seconde plus longue vie comme tempête tropicale et ouragan, à 21 jours. Nadine vient finalement au quatrième rang pour la durée de vie totale, incluant la portion comme dépression tropicale, à 22,25 jours selon le National Hurricane Center Elle a donné des vents forts aux Açores mais n'a causé que peu de dommages.

### Tempête tropicale Oscar
Le 30 septembre, une vaste zone dépressionnaire se forma à environ 300 km à l'ouest des îles du Cap-Vert. Après un phase d'organisation des bandes orageuses autour de ce centre, une dépression tropicale émergea le 3 octobre au matin. Il s'agissait du quinzième système tropical de la saison.
Les images du diffusomètre radar d'un satellite météorologique montrèrent par la suite que les vents atteignaient 64 km/h et l'analyse avec la technique de Dvorak conclut que le système atteignait le niveau de tempête tropicale. À 3 h UTC le 4 octobre, le National Hurricane Center émit donc son premier bulletin sur la tempête Oscar.
Par la suite, Oscar est entré dans une zone de cisaillement des vents défavorable à son intensification et le 5 octobre, les images visibles et du diffusomètre montrèrent qu’Oscar n'était plus fermé et que les bandes orageuses l'avaient quitté. Le NHC émit donc son dernier bulletin à 15 h UTC pour mentionner que les restes du système seraient absorbés par une dépression extratropicale au cours des prochaines heures.

### Tempête tropicale Patty
Une petite zone dépressionnaire se forme dans l'Atlantique durant le début du mois d'octobre au nord-est des Bahamas. Le système se développe initialement lentement, mais quelques signes de vents violents montrent une plus forte intensification du système. Le système possède une convection profonde et organisée. Plus tard, le NHC émet plusieurs alertes concernant cette dépression qu'il nomme dépression tropicale Seize, le 11 octobre à 15 h UTC.
Le même jour à 22 h UTC, le système s'est suffisamment développé pour atteindre le niveau de tempête tropicale. Elle sera nommée Patty alors qu'elle était situé à 415 km au nord-est des îles centrales des Bahamas et donnait des vents soutenus de 65 km/h. Bien que quelques heures plus tard elle ait atteint son maximum avec des vents de 75 km/h, ce fut de courte durée car dès le 12 septembre à 22 UTC elle retournait au niveau de dépression tropicale.
À 15 h UTC le 13 octobre, Patty n'était plus un système tropical à circulation fermée et le NHC émit son dernier bulletin. Les restes de la dépression se situaient à environ 350 km à l'est des Bermudes et dérivaient vers ceux-ci. Patty est toujours restée en mer et n'a fait aucun dégât.

### Ouragan Rafael
Une onde tropicale quitta la côte africaine le 5 octobre. Le 8 octobre, elle développa un centre dépressionnaire et des bandes orageuses allongées à mi-chemin entre les îles du Cap-Vert et les Antilles. Dès le 10 octobre, le système était associé avec des vents assez forts dans son quadrant nord et le 12, il atteignit Sainte-Lucie,.
Plus tard ce même jour, des avions de reconnaissance confirmèrent que le système avait une circulation cyclonique fermée à 200 km au sud-ouest de la Dominique, ce qui incita le NHC à la déclarer une tempête tropicale, lui donnant le nom de Rafael. La plus forte zone d'orages avec la tempête se trouvait dans son quadrant sud-est à cause du cisaillement des vents en altitude près de Porto Rico qui l'empêchait de s'organiser symétriquement. Une alerte cyclonique fut émise pour toutes les îles de l'arc antillais. Météo-France a de plus émis une vigilance orange pour la Martinique, Saint-Martin et la Guadeloupe qui fut rehaussée à rouge le 14 octobre,.
Le 13 octobre, Rafael prit une trajectoire très lente vers le nord-ouest et le 15 à 22 h 45 UTC, il devint un ouragan de catégorie 1 avec des vents de 120 km/h. Selon Météo-France, il est tombé 100 à 150 mm de pluie sur Basse-Terre en 3 heures, de 200 et 300 mm en 48 heures. Sur Grande-Terre, il est tombé de 100 à 200 mm. Le tout a causé des inondations, des glissements de terrain, des maisons inondées et une personne fut portée disparue alors que son automobile fut emportée par les flots en essayant de traverser un gué.
Le 16 octobre, Rafael courba vers le nord en accélérant. Les Bermudes furent mises préventivement en alerte cyclonique mais il passa à 215 km à l'est des îles en soirée, se déplaçant alors à 46 km/h vers le nord-nord-est. Sa pression centrale était de 970 hPa et ses vents soutenus de 140 km/h. Après deux jours passés au niveau d'ouragan, Rafel transita directement à dépression post-tropicale alors qu'il se trouvait à 760 km au sud-est de Halifax (Nouvelle-Écosse), poursuivant sa route vers le nord-est à 56 km/h. Bien que les vents maximaux furent toujours de 120 km/h, il s'était transformé avec un système frontal des latitude moyennes. Ce puissant cyclone extratropical accéléra en direction du centre de l’Atlantique nord tout en perdant de son intensité avant d'être absorbé par une autre dépression des latitudes moyennes.

### Ouragan Sandy
L’ouragan Sandy est le dix-huitième cyclone tropical de la saison 2012 dans l'Atlantique nord et le dixième à atteindre le niveau d'ouragan. Formé à partir d'une onde tropicale allongée dans la mer des Caraïbes, il devient rapidement une dépression puis une tempête tropicale le 22 octobre. Le 24 octobre, en se dirigeant vers la Jamaïque et Cuba, Sandy passe au niveau d'ouragan de catégorie 1, puis à la catégorie 2 entre les deux îles.
Il poursuivit ensuite une trajectoire vers le nord, traversant les Bahamas le 26 octobre et se dirigeant vers la côte est des États-Unis qu'il frappe le 29 octobre au soir près d’Atlantic City (New Jersey). Avec ses vents puissants, des pluies diluviennes et une onde de tempête inondant la côte, le bilan des dévastations et le nombre de morts est grand. Cette tempête arrivant à l'approche d'Halloween (31 octobre) fut surnommée par les médias américains « Frankenstorm ».
Sandy est l'un des ouragans les plus coûteux de l'histoire des États-Unis affectant 23 États, plongeant plus de huit millions de foyers dans le noir, faisant, selon le bilan actuel (20 novembre 2012), 131 morts et 50 milliards de dollars US. Il paralyse durant plusieurs jours de grandes villes comme New York, Washington et Philadelphie. Il a aussi dévasté Haïti où plus de 60 personnes sont mortes, Cuba avec 11 morts. La Jamaïque, Porto Rico et les Bahamas ont aussi été frappés à un degré moindre.

### Tempête tropicale Tony
Le 20 octobre, le NHC commença à suivre une zone désorganisée de nuages et d'orages sous une dépression d'altitude à environ 1 600 km au nord-est des Petites Antilles. Le 22, la convection s'était rassemblée en un système bien organisé qui fut nommé la dépression tropicale Dix-neuf par le NHC. Le 23 octobre à 23 h 20 UTC, la dépression se dirigeait vers le nord-nord-est à 22 km/h, avec une pression centrale de 1 005 hPa et des vents de 55 km/h.
Ayant développé des bandes orageuses bien organisées et des vents à 65 km/h, le NHC reclassa le système comme la tempête tropicale nommé Tony à 3 h UTC le 24 octobre. Sa vie fut cependant de courte durée, le 25 octobre il subit une transformation post-tropicale. À 21 h UTC, le dernier bulletin du NHC mentionna que le cyclone avait perdu toute structure tropicale et qu'il allait être absorbé par une dépression des latitudes moyennes au cours des deux jours suivants. Comme Tony est toujours resté en mer, aucun dommage ou mortalité ne lui est associé.

## Chronologie des événements

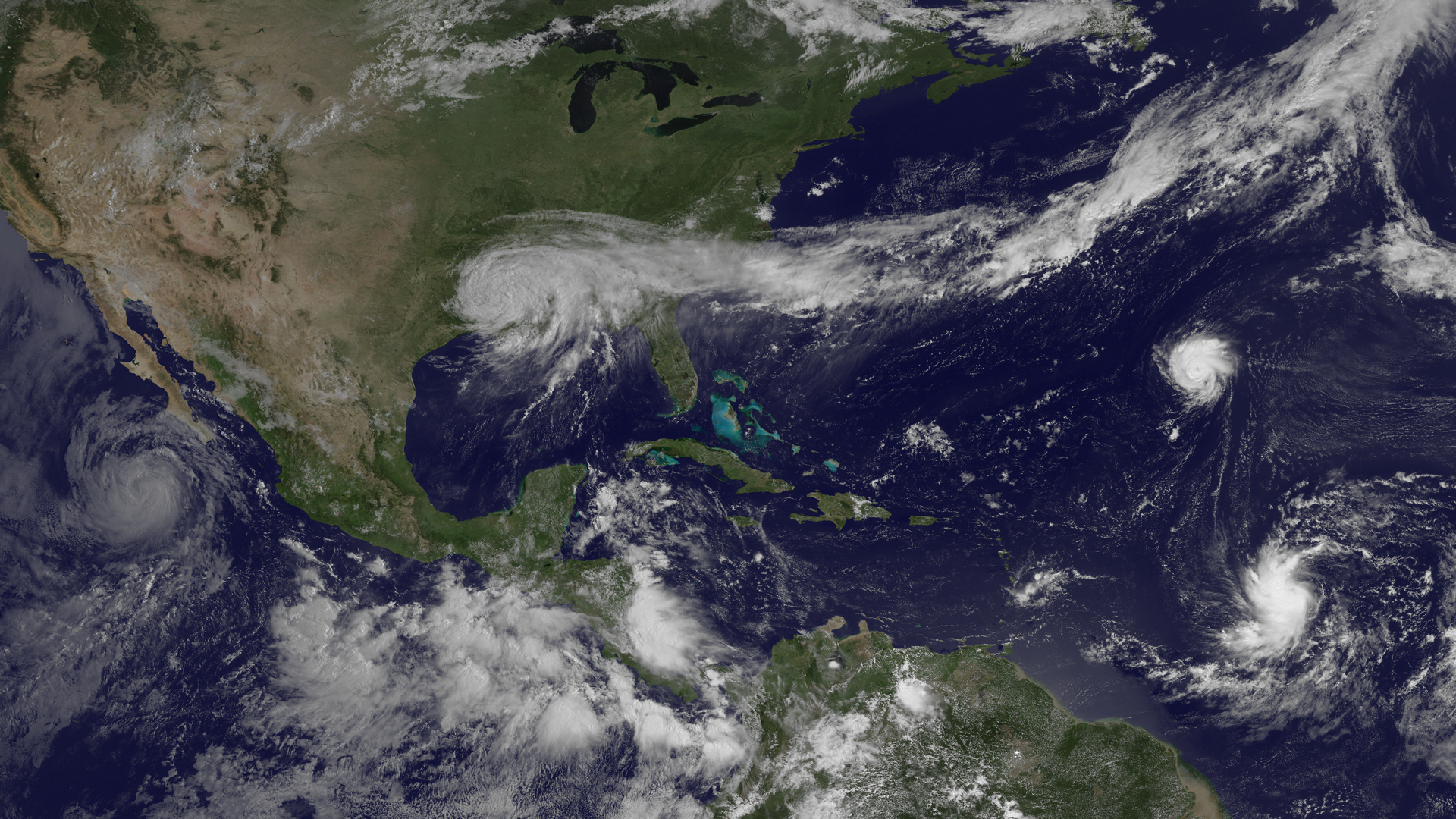
Quatre systèmes tropicaux visibles en même temps le 30 août : Isaac, Kirk et Leslie dans l'Atlantique, Ileana dans le Pacifique

## Classification selon l'énergie cumulée des systèmes
| 11    | 2,45  | Debby    |
| 12    | 1,51  | Florence |
| 13    | 1,38  | Alberto  |
| 14    | 1,17  | Tony     |
| 15    | 0,970 | Oscar    |
| 16    | 0,865 | Beryl    |
| 17    | 0,528 | Patty    |
| 18    | 0,245 | Helene   |
| 18    | 0,245 | Joyce    |
| Total | 121   |          |

| 1  | 25,6 | Nadine  |
| 2  | 16,5 | Michael |
| 3  | 14,8 | Leslie  |
| 4  | 12,5 | Sandy   |
| 5  | 9,47 | Isaac   |
| 6  | 8,19 | Gordon  |
| 7  | 7,71 | Ernesto |
| 8  | 7,51 | Kirk    |
| 9  | 7,14 | Rafael  |
| 10 | 2,72 | Chris   |

Les tableaux de droite montrent l'énergie cumulée des systèmes de 2012 selon la formule décrite à Énergie cumulative des cyclones tropicaux (ou ACE en anglais) du National Weather Service, ces valeurs sont calculées à partir de la vitesse maximale du vent, en nœuds2. L'indice ACE est calculé une fois par période de six heures et le résultat est obtenu selon la formule :
{\displaystyle {\text{ACE}}(usuel)=10^{-4}\sum v_{\max }^{2}} (vitesse en nœuds)
Il est à remarquer que la somme est multipliée par 10-4 afin d'obtenir un chiffre court. Une unité est donc égale à 104 nœuds2.

## Retrait
Le Comité des ouragans du Conseil régional IV de l'OMM (Amérique du Nord, Amérique centrale et Caraïbes) s'est réuni à Curaçao du 8 au 12 avril 2013 pour analyser la saison 2012 des ouragans dans l'Atlantique nord. Celle-ci a été plus active que la normale avec 19 tempêtes tropicales, dont dix ont atteint la force d'un ouragan. Deux de ceux-ci, Michael et Sandy – sont devenus des ouragans majeurs (catégorie 3 ou supérieure sur l'échelle Saffir-Simpson).
Le Secrétaire général adjoint de l'OMM, Jerry Lengoasa, a déclaré que les énormes répercussions de l'ouragan Sandy sur les Caraïbes et les États-Unis ont contribué à sensibiliser la communauté internationale à la menace que font peser les cyclones tropicaux sur la région. Le Comité a approuvé des changements dans son système d’alerte et de veille des ouragans et des tempêtes tropicales afin de prendre en compte les enseignements tirés de Sandy dont le nom a été retiré de la liste tournante des noms en raison des dégâts qu’il a causé. Sandy sera remplacé par Sara en 2018.